# Renault Type O (b)
Der Renault Type O (b) war ein frühes Rennwagenmodell von Renault. Er war nur mit einem leichten, zweisitzigen Aufbau erhältlich.

## Beschreibung
Renault stellte das Modell 1904 als Nachfolger des Renault Type O her. Die La France Automobile berichtete am 21. September 1904. Nachfolger wurde der Renault Type AE und dessen Serienmodell Renault Type AF.
Ein wassergekühlter Vierzylindermotor mit 160 mm Bohrung und 150 mm Hub leistete aus 12.063 cm³ Hubraum 60 bis 90 PS. Die Motorleistung wurde, unüblich für Rennfahrzeuge dieser Zeit, über eine Kardanwelle an die Hinterachse geleitet. Die Höchstgeschwindigkeit war mit 150 km/h angegeben.
Das Fahrzeug wog 950 kg.

## Autorennen
Der Amerikaner William Gould Brokaw setzte ein 60 PS-Fahrzeug beim ersten Vanderbilt-Cup-Rennen vom 8. Oktober 1904 auf Long Island (New York) ein (Startnummer 11). Fahrer war Brokaws Privat-Chauffeur Maurice Bernin, als Mechaniker fuhr Felix Prossen mit. Das Fahrzeug fiel mit gebrochener Kardanwelle aus. Weitere Exemplare sind nicht bekannt; sowohl William Kissam Vanderbilt II (1878–1944), der Initiator der Rennserie, wie auch Brokaw regten aber weitere Renault-Rennwagen an. 
Am 22. Oktober gewann Bernin mit Brokaws Renault überraschend den International Cup in Brighton Beach, New York, bei dem er den amerikanischen Favoriten Barney Oldfield und seinen Peerless Green Dragon im Finale über 5 Meilen besiegte. Am 24. November 1904 gewann Bernin mit Brokaws Renault das Eagle Rock Bergrennen in West Orange, New Jersey.

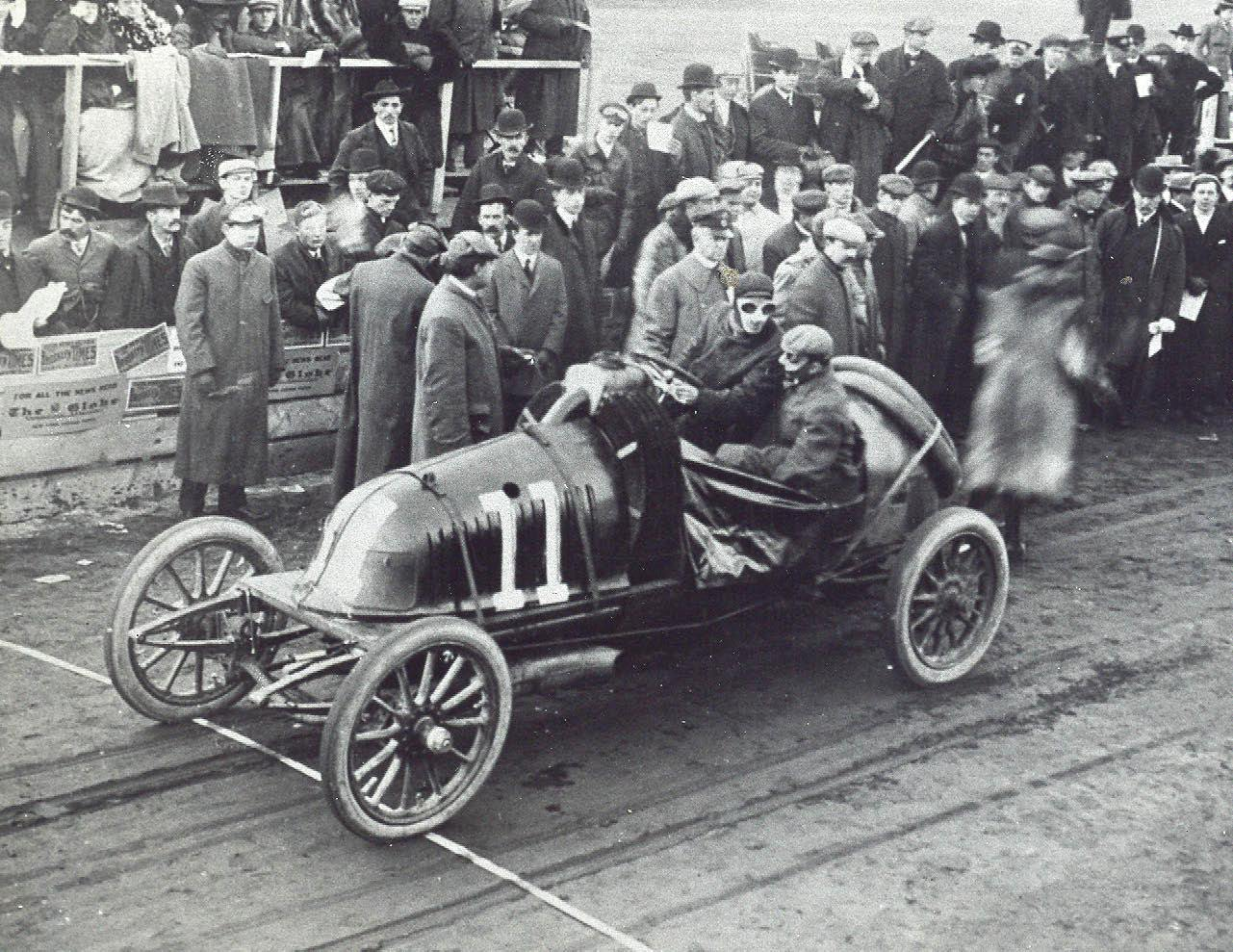
Bernin am Start zum Vanderbilt Cup, Oktober 1904
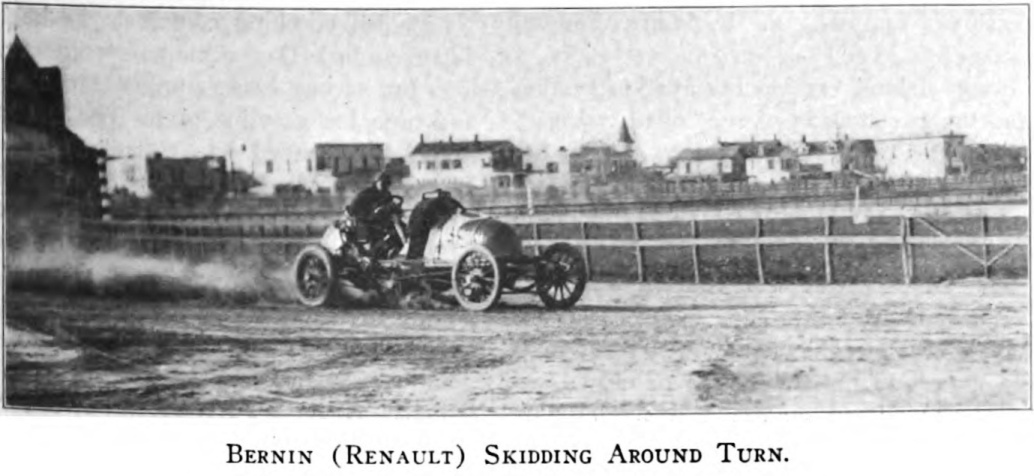
Maurice Bernin gewinnt den International Cup, Brighton Beach, New York, gegen Barney Oldfield im Oktober 1904
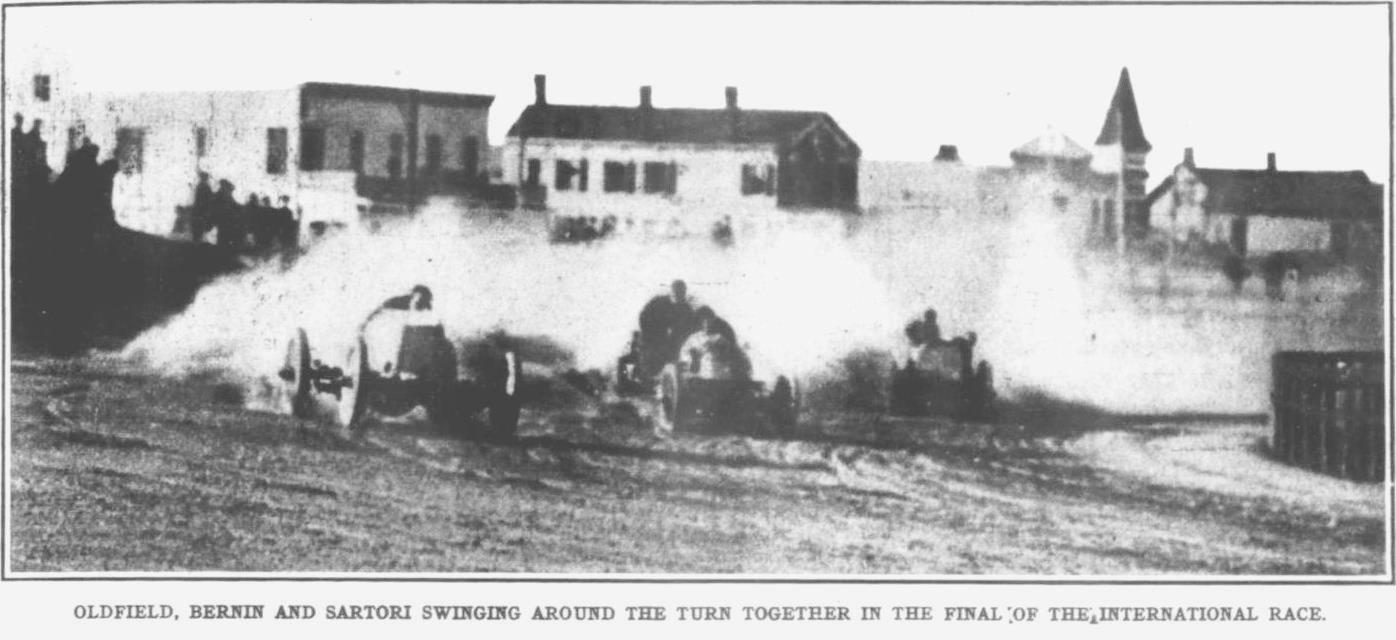
Brighton Beach, 1904: Oldfield, Bernin und Sartori
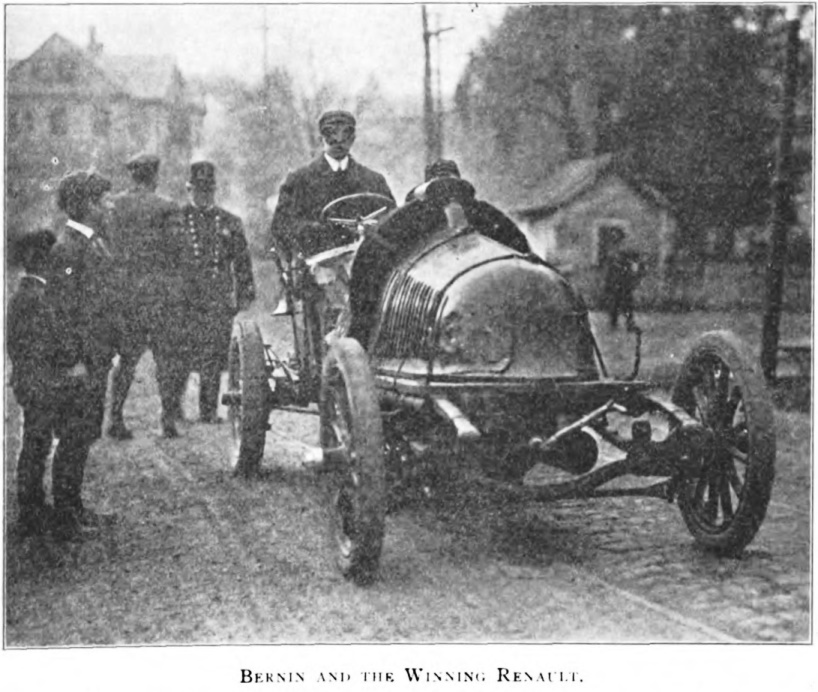
Bernin gewinnt mit Brokaws Renault das Eagle-Rock-Bergrennen im November 1904
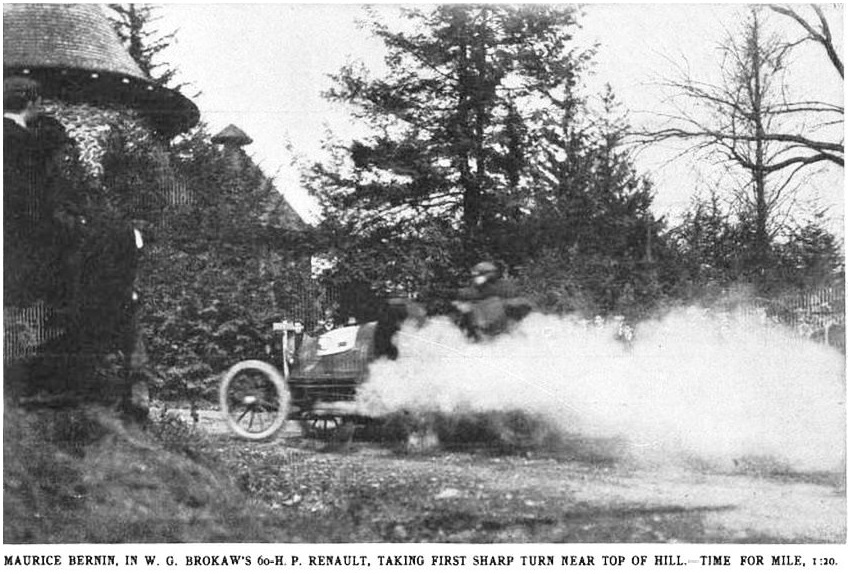
Bernin im Renault Type O (b) beim Sieg beim Eagle Rock hill climb, November 1904

Am Vanderbilt Cup war die Marke danach noch 1905 (Ferenc Szisz, 5. Platz) und 1908 (Lewis Strang, Ausfall) vertreten.